# Comptosia neobiguttata
Comptosia neobiguttata là một loài ruồi thuộc họ Bombyliidae, được David Keith Yeates mô tả đầu tiên năm 1991.
Loài này có ở Lãnh thổ Thủ đô Úc, New South Wales và Queensland.